# Идзяк, Славомир
Славомир Анджей Идзяк (пол. Sławomir Andrzej Idziak; род. 25 января 1945, Катовице) — польский кинооператор и режиссёр.

## Биография
Закончил Государственную высшую школу кинематографического, телевизионного и театрального искусства в Лодзи (1972). Дебютировал на лодзинской студии короткометражных фильмов Семафор.
Работал с известными польскими кинематографистами: Кшиштоф Кесьлёвский, Ежи Кавалерович, Анджей Вайда и Кшиштоф Занусси. В 90-х начал работать в США.

## Избранная фильмография
- 1975 — Квартальный отчёт / Bilans kwartalny (Кшиштоф Занусси)
- 1976 — Хлопушка / Klaps (Кшиштоф Кесьлёвский, короткометражный)
- 1976 — Шрам / Blizna (Кшиштоф Кеслёвский)
- 1978 — Искусство полёта / Nauka latania (Славомир Идзяк)
- 1980 — Дирижёр / Dyrygent (Анджей Вайда)
- 1980 — Константа /Constans (Кшиштоф Занусси)
- 1980 — Контракт / Kontrakt (Кшиштоф Занусси, телевизионный)
- 1981 — Из дальних краев / From a Far Country (Кшиштоф Занусси)
- 1982 — Искушение / Versuchung (Кшиштоф Занусси)
- 1982 — Недостижимость / Die Unerreichbare (Кшиштоф Занусси)
- 1982 — Императив / Imperativ (Кшиштоф Занусси)
- 1984 — Год спокойного солнца / Rok spokojnego słońca (Кшиштоф Занусси)
- 1984 — Синяя борода / Blaubart (Кшиштоф Занусси)
- 1985 — Парадигма / Paradigma (Кшиштоф Занусси)
- 1987 — Wygasłe czasy (Кшиштоф Занусси)
- 1988 — Короткий фильм об убийстве / Krótki film o zabijaniu (Кшиштоф Кеслёвский)
- 1988 — Где бы ни был… / Wherever You Are… (Кшиштоф Занусси)
- 1989 — Состояние обладания / Stan posiadania (Кшиштоф Занусси)
- 1990 — Декалог 5 / Dekalog V (Кшиштоф Кеслёвский)
- 1991 — Двойная жизнь Вероники / La double vie de Véronique (Кшиштоф Кеслёвский)
- 1992 — Das lange Gespräch mit dem Vogel (Кшиштоф Занусси, телевизионный)
- 1993 — Три цвета: Синий / Trois couleurs: Bleu (Кшиштоф Кеслёвский, номинация на премию Сезар, Золотая озелла Венецианского МКФ)
- 1996 — История Лилианы / Lilian’s Story (Ежи Домарадский, номинация на золотую лягушку МФ кинооператоров в Лодзи)
- 1997 — Гаттака / Gattaca (Эндрю Никкол)
- 1998 — Я тебя хочу / I Want You (Майкл Уинтерботтом, специальное упоминание на Берлинском МКФ, номинация на золотую лягушку МФ кинооператоров в Лодзи)
- 1999 — Последний сентябрь / The Last September (Дебора Уорнер, номинация на золотую лягушку МФ кинооператоров в Лодзи)
- 2001 — Чёрный ястреб / Black Hawk Down (Ридли Скотт, номинация на Оскар, номинация на премию BAFTA, номинация на золотую лягушку МФ кинооператоров в Лодзи)
- 2004 — Король Артур / King Arthur (Антуан Фукуа)
- 2007 — Гарри Поттер и Орден Феникса / Harry Potter and the Order of the Phoenix (Дэвид Йейтс)
- 2010 — Варшавская битва. 1920 / 1920 Bitwa warszawska (Ежи Гофман)
- 2012 — Измеряя мир / Die Vermessung der Welt (Детлев Бук)
- 2015 — Повесть о любви и тьме / A Tale of Love and Darkness (Натали Портман)